# Magnészok
A magnészok a mai Thesszália keleti részének, Magnésziának a lakói voltak a mükénéi és az antik Görögország idején. A magnészok területén volt Iolkosz (a mai Vólosz, ahonnan Iaszón az Argonautákkal az Aranygyapjú megszerzésére indult, így Iaszón és családja valószínűleg a magnészok uralkodója volt.
Thesszália későbbi urai, a thesszaloszok csak az i. e. 1. évezred végén, a trójai háború után, a görög sötét korban hódították meg Thesszáliát és vetették alá többek a magnészokat és a Thesszália körül élő többi népet. A magnészok nyilván hellének, azaz görögök voltak, mert tagjai voltak a delphoi amphiktüoniának.